# Literatura d'Austràlia
La literatura australiana és l'obra escrita o literària produïda a la zona o per la gent de la Commonwealth d'Austràlia i les seves colònies precedents. Durant els inicis de la seva història occidental, Austràlia era una conjunt de colònies britàniques, per tant, la seva reconeguda tradició literària comença i està lligada a la tradició més àmplia de la literatura anglesa. Tanmateix, l'art narratiu dels escriptors australians ha introduït, des del 1788, el caràcter d'un nou continent a la literatura, explorant valors col·lectius i temes com l'aboriginalitat, la companyonia, l'igualitarisme, la democràcia, la identitat nacional, la migració, la ubicació i la geografia úniques d'Austràlia, la complexitat de la ciutat. viure, i " la bellesa i el terror " (My Country) de la vida a la selva australiana.

## Visió general

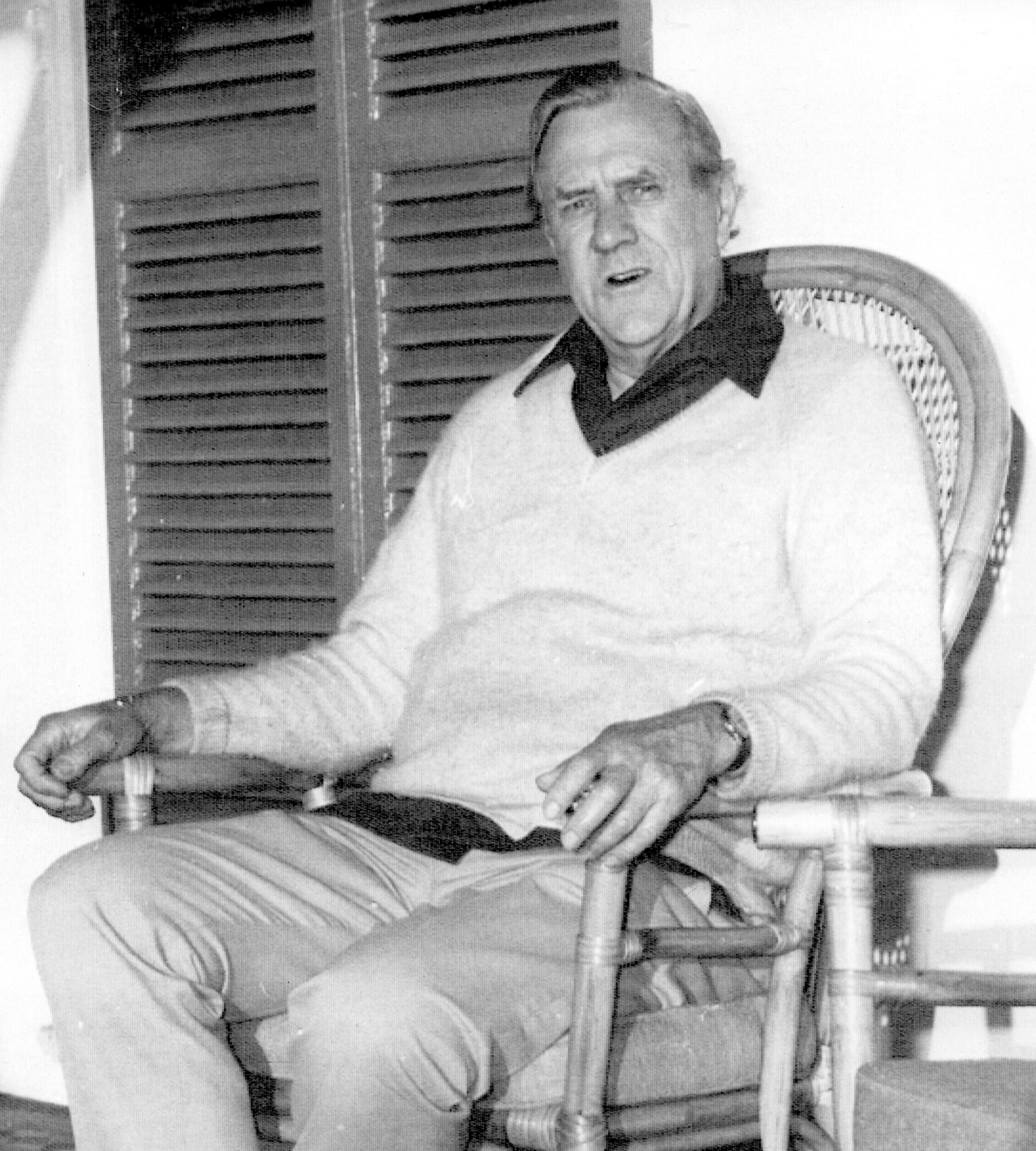
Patrick White es va convertir en el primer australià guardonat amb el Premi Nobel de literatura el 1973.

Entre els escriptors australians que han obtingut renom internacional hi ha l'autor guanyador del Premi Nobel de Literatura, Patrick White, així com els autors Christina Stead, David Malouf, Peter Carey, Bradley Trevor Greive, Thomas Keneally, Colleen McCullough, Nevil Shute i Morris West. Entre els autors expatriats contemporanis destacats hi ha la feminista Germaine Greer, l'historiador de l'art Robert Hughes i els humoristes Barry Humphries i Clive James.
Entre els autors importants d'obres clàssiques australianes trobem els poetes Henry Lawson, Banjo Paterson, CJ Dennis i Dorothea Mackellar. Dennis va escriure en llengua popular australiana, mentre que Mackellar va escriure l'emblemàtic poema patriòtic My Country. Lawson i Paterson es van enfrontar al famós " Bulletin Debate " sobre la naturalesa de la vida a Austràlia, considerant que Lawson tenia la visió més dura del Bush i Paterson el romàntic. Lawson és àmpliament considerat com un dels més grans escriptors de contes d'Austràlia, mentre que els poemes de Paterson segueixen sent un dels australians més populars. Entre els poetes més significatius del segle XX hi havia Mary Gilmore, Kenneth Slessor, AD Hope i Judith Wright. En el grup dels poetes contemporanis més coneguts hi ha Les Murray i Bruce Dawe, els poemes dels quals sovint s'estudien a les escoles secundàries australianes.
Entre els novel·listes d'obres clàssiques australianes identifiquem Marcus Clarke (For the Term of His Natural Life), Miles Franklin (My Brilliant Career), Henry Handel Richardson (The Fortunes of Richard Mahony), Joseph Furphy (Such Is Life), Rolf Boldrewood (Robbery Under Arms) i Ruth Park(The Harp in the South). Pel que fa a la literatura infantil: Norman Lindsay (The Magic Pudding), Mem Fox(Possum Magic) i May Gibbs (Snugglepot and Cuddlepie) es troben entre els clàssics australians, mentre que Melina Marchetta (Looking for Alibrandi) és un clàssic modern en literatura juvenil. Entre els practicants del gènere dramàtic australià hi trobem a Steele Rudd, David Williamson, Alan Seymour i Nick Enright.
Tot i que històricament només una petita proporció de la població d'Austràlia ha viscut fora de les principals ciutats, moltes de les històries i llegendes més particulars d'Austràlia s'originen a l'interior, a les tropes i okupes i a la gent de les estèrils i polsoses planes.
David Unaipon és conegut com el primer autor aborigen. Oodgeroo Noonuccal va ser el primer australià aborigen que va publicar un llibre de versos. Una memòria innovadora sobre les experiències de les generacions robades es troba a El My place de Sally Morgan. Charles Bean, Geoffrey Blainey, Robert Hughes, Manning Clark, Claire Wright i Marcia Langton són autors d'importants històries australianes.

## Escriptors i temes aborígens i illencs de l'estret de Torres

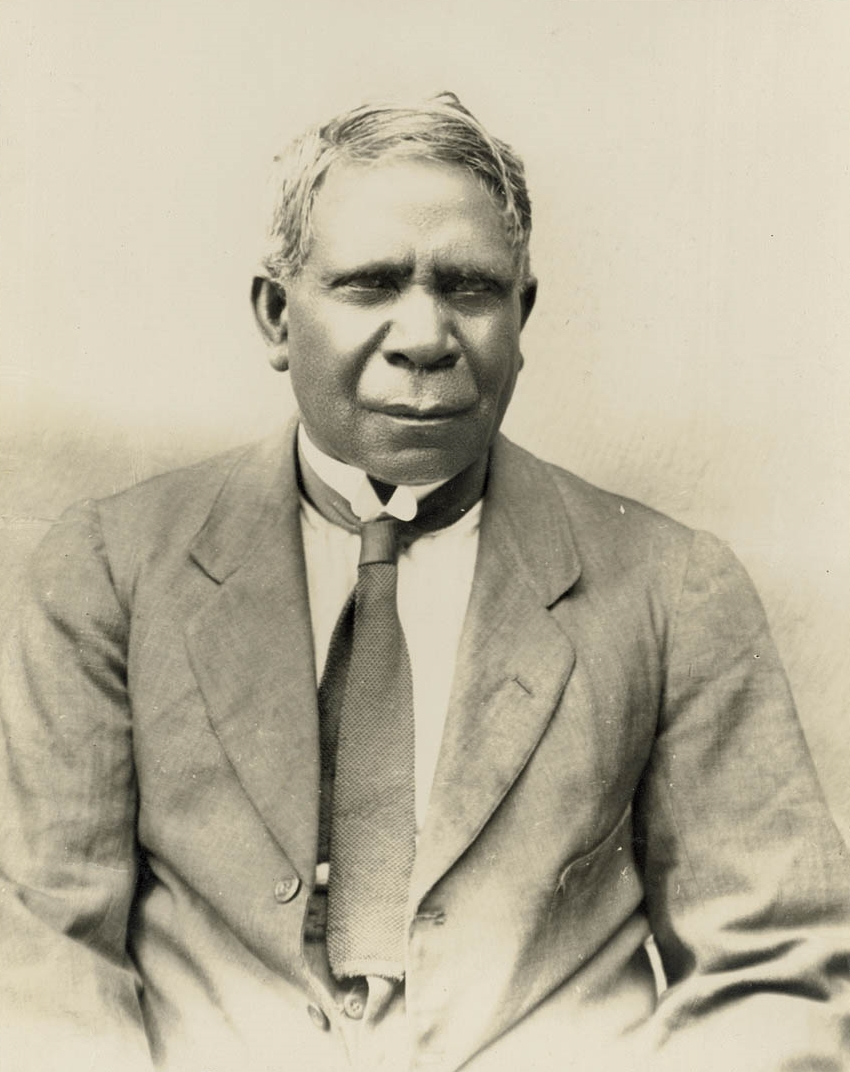
David Unaipon (1872-1967), el primer autor aborigen.

### Literatura dels aborígens i illencs de l'estret de Torres
Mentre que el seu pare, James Unaipon (c. 1835-1907), va contribuir als relats de la mitologia aborigen escrits pel missioner George Taplin, David Unaipon (1872-1967) va proporcionar els primers relats de la mitologia aborigen escrits per un aborigen: Legendary Tales of the Aborigens. Per això és conegut com el primer autor aborigen. Oodgeroo Noonuccal (1920-1993) va ser un famós poeta, escriptor i activista pels drets aborígens que va acreditar la publicació del primer llibre de vers aborigen: We Are Going (1964). La novel·la My Place de Sally Morgan va ser considerada una memòria avançada pel que fa a la difusió de les històries indígenes. Els principals activistes aborígens Marcia Langton (First Australians, 2008) i Noel Pearson (Up from the Mission, 2009) són col·laboradors contemporanis actius de la literatura australiana.
Les veus dels indígenes australians són cada vegada més notables i inclouen el dramaturg Jack Davis i Kevin Gilbert. Entre els escriptors que van tenir protagonisme al segle XXI hi ha Kim Scott, Alexis Wright, Kate Howarth, Tara June Winch, Yvette Holt i Anita Heiss. Entre els autors indígenes que han guanyat el Miles Franklin Award d'alt prestigi destaca Kim Scott, guanyador (amb Thea Astley) el 2000 per Benang i de nou el 2011 per That Deadman Dance. Alexis Wright va guanyar el premi el 2007 per la seva novel·la Carpentaria. Melissa Lucashenko va guanyar el premi el 2019 per la seva novel·la Too Much Lip, que també va ser seleccionada al Premi Stella d'escriptura per a dones australianes.
Les cartes escrites per destacats líders aborígens com Bennelong i Douglas Nicholls també es conserven com a tresors de la literatura australiana, així com les històriques peticions d'escorça de Yirrkala de 1963, que és el primer document tradicional aborigen reconegut pel Parlament australià. El projecte AustLit BlackWords ofereix una llista completa dels escriptors i narradors aborígens i els illencs de l'Estret de Torres.

### Literatura sobre els pobles aborígens i illencs de l'estret de Torres
En el moment de la primera colonització, indigenes australians no havien desenvolupat un sistema d'escriptura, de manera que els seus primers relats literaris provenen dels diaris dels primers exploradors europeus, que contenen descripcions del primer contacte, tant violents com amistosos. Els primers relats dels exploradors holandesos i del bucaner anglès William Dampiervan escriure sobre els "nadius de Nova Holanda " com a "salvatges bàrbars", però per l'època del capità James Cook i de la First Fleet, el mariner Watkin Tench(època de Jean-Jacques Rousseau), els relats dels aborígens eren més simpàtics i romàntics: "es pot dir que aquestes persones es troben en estat pur de naturalesa i poden semblar per a alguns els més desgraciats de la terra, però en realitat són molt més feliços que... nosaltres els europeus ", va escriure Cook al seu diari el 23 d'agost de 1770.

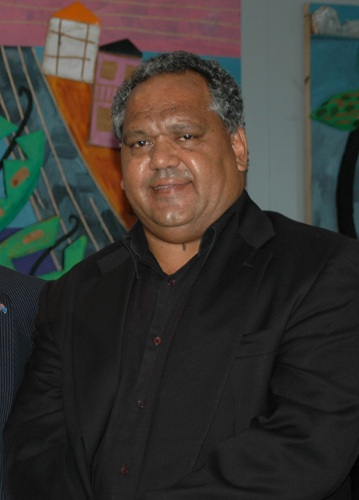
Noel Pearson és advocat, activista de drets i assagista aborigen.

Molts treballs notables han estat escrits per australians no indígenes sobre temes aborígens. Alguns d'aquests exemples són els poemes de Judith Wright :The Chant of Jimmie Blacksmith de Thomas Keneally, Llbarana de Donald Stuart i el relat de David Malouf:"The Only Speaker of his Tongue". Les històries que tracten temes aborígens inclouen a Watkin Tench (Narrative of the Expedition to Botany Bay et Complete Account of the Settlement at Port Jackson); Roderick J. Flanagan (The Aborigines of Australia, 1888); Walter Baldwin Spencer The Native Tribes of Central Australia ,1899; els diaris de Donald Thompson sobre el tema del poble Yolngu de la terra d'Arnhem (c. 1935-1943); Alan Moorehead (The fatal Impact, 1966); Geoffrey Blainey (Triumph of the Nomads,, 1975); Henry Reynolds(The Other Side of the Frontier, 1981); i Marcia Langton (Firsts Australians, 2008). Les diferents interpretacions de la història dels aborígens també són objecte de debat contemporani a Austràlia, sobretot entre els assagistes Robert Manne i Keith Windschuttle.

## Obres inicials i clàssiques

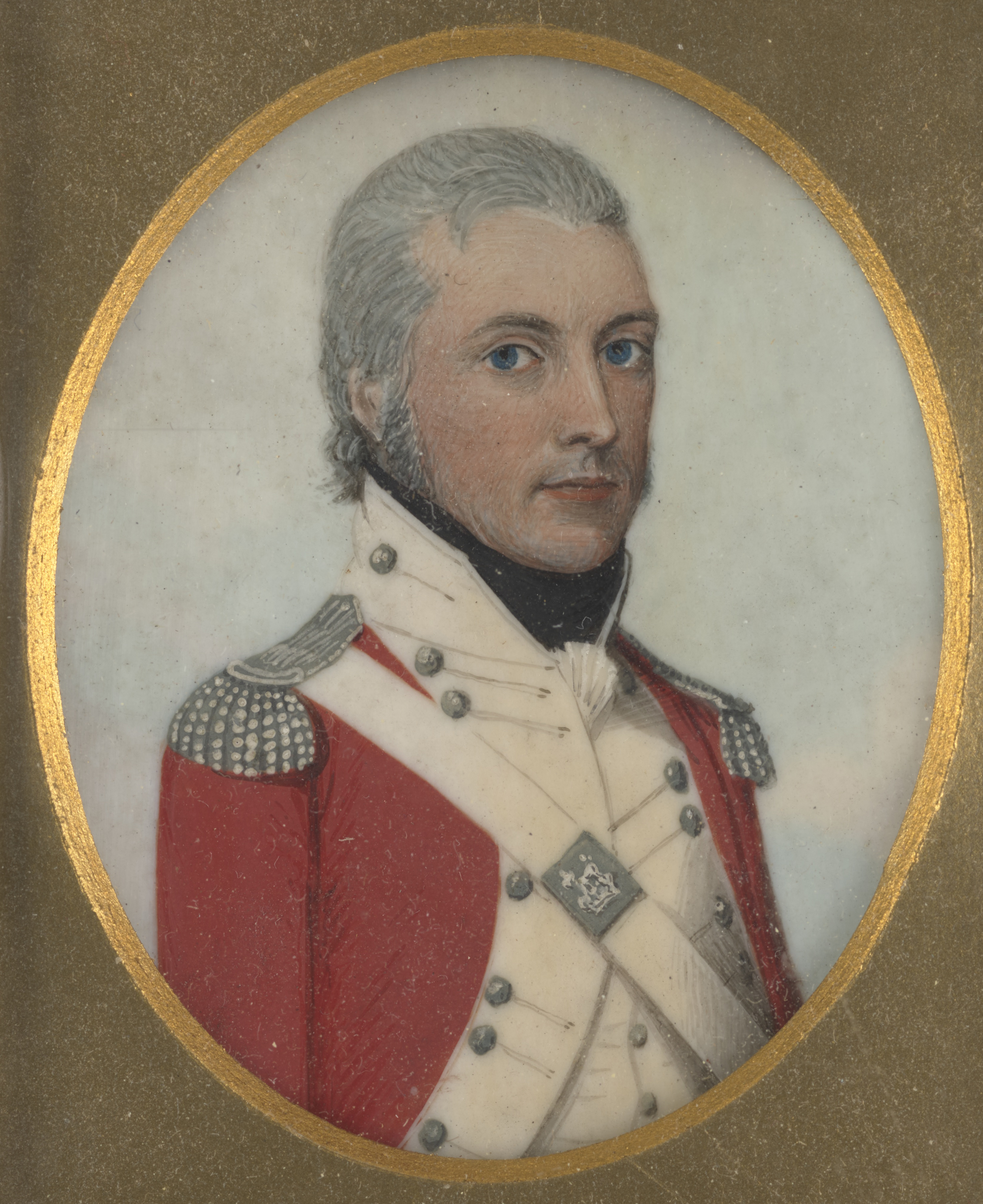
Watkin Tench, un oficial de la marina de la Primera Flota i autor.

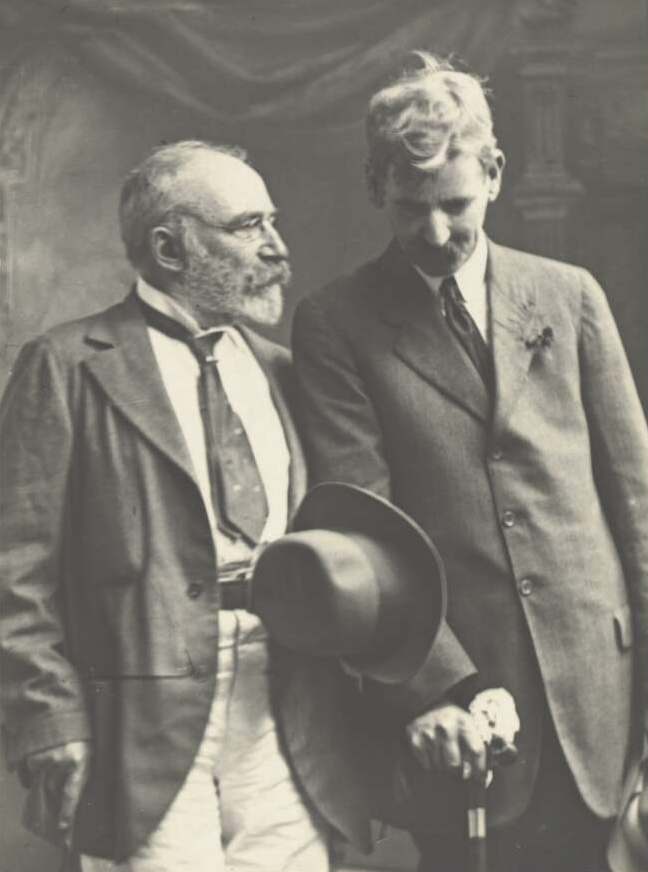
Henry Lawson (dreta) amb JF Archibald, cofundador de The Bulletin

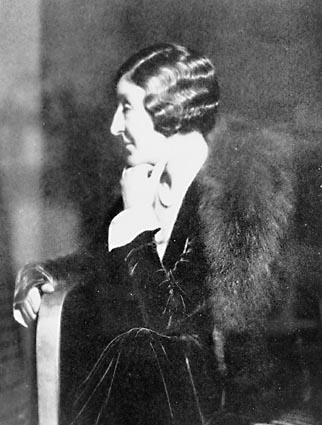
Henry Handel Richardson / Ethel Florence Lindesay Richardson el 1945. Un nombre important de dones autores van utilitzar pseudònims masculins.

Durant segles abans de l'assentament britànic d'Austràlia, els escriptors europeus van escriure relats de ficció imaginaris d'una Great Southern Land (Terra Australis). El 1642 Abel Janszoon Tasman va accedir a Tasmània i després d'examinar forats tallats a distàncies considerables als troncs d'arbres, va especular sobre que el país recentment descobert hauria de ser poblat per gegants. Més tard, el satíric britànic, Jonathan Swift, va establir la terra dels Houyhnhnms dels viatges de Gulliver a l'oest de Tasmània. El 1797, el poeta romàntic britànic Robert Southey,aleshores un jove del Club dels Jacobins, va incloure una secció a la seva col·lecció, "Poemes", sota el títol Botany Bay Eclogues, on retratava la situació i les històries dels condemnats transportats a Nova Gal·les del Sud.
Entre les primeres obres literàries produïdes a Austràlia trobem els relats de l'assentament de Sydney per Watkin Tench, capità de la marina de la First Fleet que hi va arribar el 1788. El 1819, el poeta, explorador, periodista i polític William Wentworth va publicar el primer llibre escrit per un australià: Una descripció estadística, històrica i política de la colònia de Nova Gal·les del Sud i els seus assentaments dependents a la terra de Van Diemen, amb una enumeració particular dels avantatges que aquestes colònies ofereixen per a l'emigració i la seva superioritat en molts respecte als que posseeixen els Estats Units d'Amèrica, en la qual defensava una assemblea elegida per Nova Gal·les del Sud, judici per part del jurat i assentament d'Austràlia per emigrants lliures en lloc de condemnats.
La primera novel·la publicada a Austràlia va ser una novel·la policíaca, Quintus Servinton: A Tale Found upon Incidents of Real Occurrence de Henry Savery editada a Hobart el 1830. Els primers treballs populars tendeixen a ser la varietat de "Ripping Yarns", que explicaven històries sobre la nova frontera de l'outback australià. Escriptors com Rolf Boldrewood (Robbery Under Arms), Marcus Clarke (For the Term of His Natural Life), Henry Handel Richardson (The Fortunes of Richard Mahony) i Joseph Furphy (Such Is Life) van encarnar aquests emocionants ideals en els seus contes i, especialment aquest darrer, va intentar registrar amb precisió la llengua vernacla de l'australià comú. Aquests novel·listes també van donar valuoses idees sobre les colònies penals que van ajudar a formar el país i també els primers assentaments rurals.
El 1838 The Guardian: a tale d'Anna Maria Bunn es va publicar a Sydney. Va ser la primera novel·la australiana impresa i publicada a l'Austràlia continental i la primera novel·la australiana escrita per una dona. Es tracta d'una novel·la gòtica.
Miles Franklin(My Brilliant Career) i Jeannie Gunn (We of the Never Never) van escriure sobre vides de pioners europeus a la selva australiana des d'una perspectiva femenina. Albert Facey narra les experiències dels Goldfields i de Gallipoli (A Fortunate Life). Ruth Park va escriure sobre les divisions sectàries de la vida a la ciutat empobrida dels anys quaranta de Sydney (The Harp in the South). L'experiència de PoW (presoner de guerra) australians a la Guerra del Pacífic és relatada per Nevil Shute a A Town Like Alice i a l'autobiografia de Sir Edward Dunlop. El novelista i corresponsal de guerra Alan Moorehead va obtenir elogis internacionals pels seus diaris i assajos.
Diverses obres clàssiques notables d 'escriptors internacionals tracten temes australians, entre ells el Kangaroo de DH Lawrence. Els diaris de Charles Darwin contenen les primeres impressions del famós naturalista sobre Austràlia, obtingudes en la seva gira a bord del Beagle, que va inspirar la seva redacció sobre l'origen de les espècies. L'obra de Mark Twain, The Wayward Tourist: Mark Twain's Adventures in Australia conté les aclamades reflexions de l'humorista americà a Austràlia des de la seva gira de conferències de 1895.
El 2012, The Age va informar que Text Publishing publicava una sèrie de clàssics australians el 2012, per abordar la "negligència de la literatura australiana" per part de les universitats i les editorials "dominades pels britànics", citant els guardonats amb els premis Miles Franklin com David Ireland The Glass Canoe i Sumner Locke Elliott Careful, He Might Hear You com a exemples clau.

## Literatura infantil

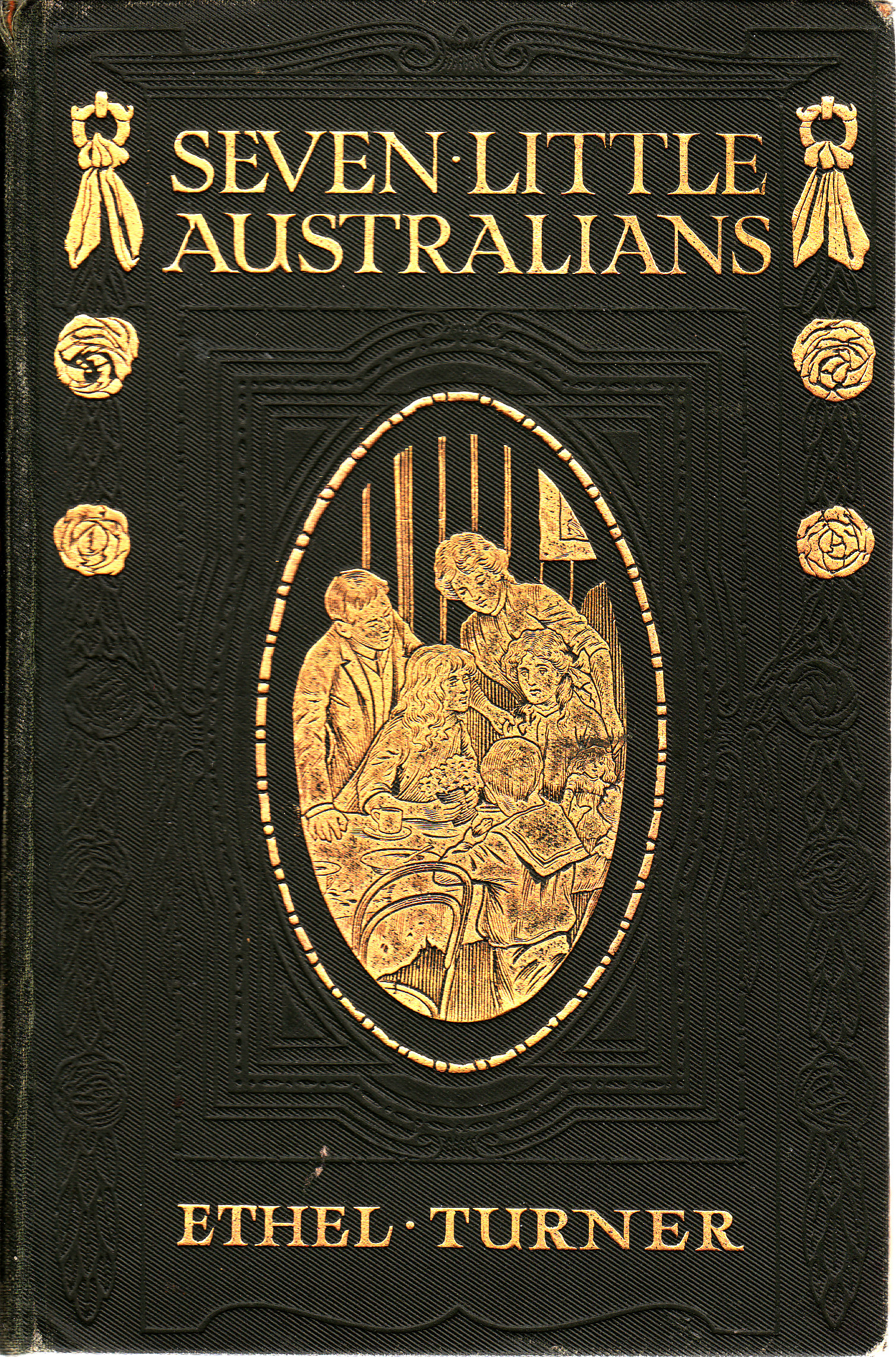
Seven Little Australians d'Ethel Turner és el primer i únic llibre d'un autor australià que ha estat imprès contínuament durant 100 anys.

El 1894 es va publicar la novel·la jovenil Seven Little Australians de l'escriptora Ethel Turner, que relata les aventures de set nens entremaliats a Sydney, i que va ser la mes llarga de les novel·les infantils publicades a Austràlia. The Getting of Wisdom (1910) de Henry Handel Richardson, sobre una nena d'una escola no convencional a Melbourne, va tingut un èxit similar i va ser reconeguda per HG Wells i Germaine Greer.
Altres escriptors clàssics de la literatura infantil d'Austràlia són Dorothy Wall(Blinky Bill), Ethel Pedley (Dot and the Kangaroo), May Gibbs (Snugglepot and Cuddlepie), Norman Lindsay (The Maigc Pudding,) Ruth Park (The Muddleheaded Wombat) i Mem Fox (Possum Magic). Aquestes obres clàssiques fan servir l'antropomorfisme per donar vida a les criatures de l'Bush australià, per la qual cosa el personatge Bunyip Bluegum a The Magic Pudding és un koala que deixa el seu arbre a la recerca d'aventures, mentre que a Dot and the Kangaroo una nena perduda en la selva és fa amiga de un grup de marsupials. May Gibbs va elaborar una història de protagonistes basada en l'aparició de fruits secs d'eucaliptus i va enfrontar aquests nadons de goma, Snugglepot i Cuddlepie, contra els antagonistes de Banksia. La influència de Gibbs ha durat a través de les generacions: l'autora infantil contemporània, Ursula Dubosarsky, ha citat Snugglepot i Cuddlepie com un dels seus llibres preferits.
A mitjans del segle xx, la literatura infantil es va esvair, amb autors britànics populars que dominaven el mercat australià. Però a la dècada de 1960 Oxford University Press va publicar diversos autors australians per a nens, i Angus & Robertson va nomenar el seu primer editor especialitzat per a nens. Els escriptors més coneguts en aquest període van ser Hesba Brinsmead, Ivan Southall, Colin Thiele, Patricia Wrightson, Nan Chauncy, Joan Phipson i Eleanor Spence, amb les seves obres situades principalment en el paisatge australià. El 1971, Southall va guanyar el Premi Carnegie per Josh. El 1986, Patricia Wrightson va rebre el premi internacional Hans Christian Andersen.
El Children's Book Council of Australia ha presentat premis anuals de llibres de mèrit literari des de 1946 i té altres premis per contribucions destacades a la literatura infantil australiana. Notables guanyadors i obres preseleccionades han inspirat diverses conegudes pel·lícules australianes de novel·les originals, inclosa la serie Silver Brumby, una col·lecció d'Elyne Mitchell que relata la vida i les aventures de Thowra, un Brumby (cavall) de les Snowy Mountains. Storm Boy (1964), de Colin Thiele, sobre un noi i el seu pelicà i les relacions que manté amb el seu pare, el pelicà, i un aborigen descartat anomenat Fingerbone. El relat d'aventures de viatges en el temps de l'era victoriana amb seu a Sydney, Playing Beatie Bow (1980) de Ruth Park. Per a nens més grans i lectors adults, la novel·la de Melina Marchetta del 1993 sobre una noia de l'escola secundària de Sydney en Looking for Alibrandi. Robin Klein va escriure Came Back to Show You I Could Fly és una història sobre la bella relació entre un noi d'onze anys i una nena més gran i addicta a les drogues.
Jackie French, coneguda com l'autora infantil més popular d'Austràlia, ha escrit al voltant de 170 llibres, inclosos dos guanyadors del Premi Llibre de l'any de la CBCA. Un d'ells, l'aclamada crítica de Hitler's Daughter (1999), és un "i si?" història que explora qüestions provocadores de la ment sobre què hauria passat si Adolf Hitler hagués tingut una filla. French és també l'autor de l'elogiada Diary of a Wombat (2003), que va guanyar premis com el premi COOL 2003 i el premi BILBY 2004, entre d'altres. També va ser nomenada llibre d'honor pel premi CBCA Llibre de l'any de llibres il·lustrats.
Paul Jennings és un prolífic escriptor de ficció australiana contemporània per a joves que va començar la seva carrera amb col·leccions de contes com Unreal! (1985) i Unbelievable! (1987); moltes de les històries van ser adaptades com a episodis del guardonat programa de televisió Round the Twist.
El premi més ric del món en literatura infantil l'han rebut dues australianes, Sonya Hartnett, que va guanyar el premi Astrid Lindgren Memorial 2008 i Shaun Tan, que va guanyar el 2011. Hartnett té una llarga i distingida carrera, publicant la seva primera novel·la als 15 anys. És coneguda pels seus temes foscos i sovint controvertits. Ha guanyat diversos premis, inclosos el Premi Kathleen Mitchell i el Premi Victorian Premier per a Sleeping Dogs, Guardian Children's Fiction Award i Aurealis Award, Millor novel·la per a joves (ficció especulativa australiana) per Thursday's Child i el CBCA Children's Book of the Year Award : Older Reader's per Forest. Tan ho va guanyar per la seva contribució professional a la "literatura infantil i juvenil en el sentit més ampli". Tan ha estat guardonat amb diversos premis literaris, incloent-hi el Deutscher Jugendliteraturpreis el 2009 per Tales from Outer Suburbia i el premi al millor llibre il·lustrat infantil del New York Times el 2007 per The Arrival. Juntament amb els seus nombrosos premis literaris, l'adaptació de Tan del seu llibre The Lost Thing també li va valer l'Oscar al millor curtmetratge d'animació. Altres premis que Tan ha guanyat inclouen un premi World Fantasy Award al millor artista, i un premi Hugo al millor artista professional.

## Autors expatriats

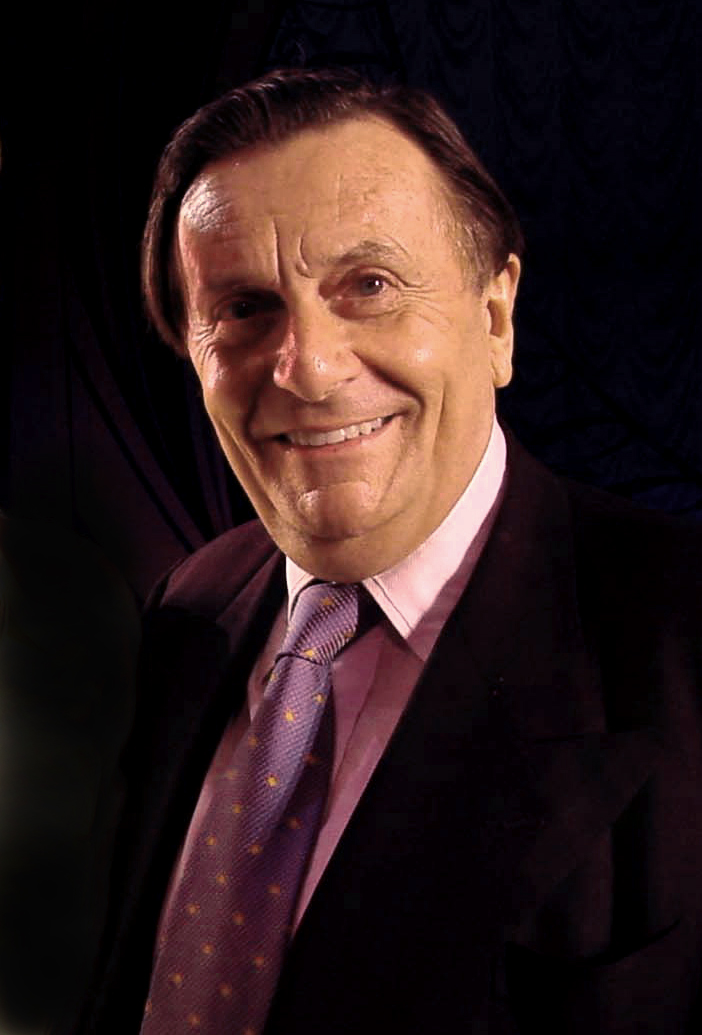
Barry Humphries el 2001

A la dècada dels 1960 Austràlia va exportar una generació d'escriptors internacionals cap a la Gran Bretanya i els Estats Units que s'ha mantingut com a col·laboradors regulars d'obres literàries de temàtica australiana al llarg de la seva carrera. Hi trobem: Clive James, Robert Hughes, Barry Humphries, Geoffrey Robertson i Germaine Greer. Diversos d'aquests escriptors tenien vincles amb la subcultura intel·lectual Sydney Push des de finals dels anys quaranta fins a principis dels setanta. Alhora amb la publicació Oz, una revista satírica originària de Sydney, i posteriorment produïda a Londres (del 1967 al 1973).
Després d'una llarga carrera mediàtica, Clive James continua sent un humorista i un autor destacat amb seu a Gran Bretanya. Compta amb una sèrie de memòries rica en reflexions sobre la societat australiana, com el seu recent llibre Cultural Amnesia. Robert Hughes ha produït diversos treballs històrics sobre Austràlia: The Art of Australia (1966) i The Fatal Shore (1987)).
Barry Humphries va portar el seu talent i ploma amb la ficció de l'absurd i dadaïsme a Londres a la dècada de 1960, convertint-se en una institució de la televisió britànica i després assolint popularitat als USA. Les extravagants caricatures australianes de Humphries, com Edna Everage, Barry McKenzie i Les Patterson, han protagonitzat llibres i pel·lícules amb gran èxit durant cinc dècades i la seva biògrafa Anne Pender el va descriure el 2010 com l'humorista més significatiu des de Charles Chaplin. Entre les seves pròpies obres literàries hi trobem les biografies de Dame Edna My Gorgeous Life (1989) i Handling Edna (2010) i l'autobiografia My Life As Me: A Memoir (2002). Geoffrey Robertson Queen's Counsel és un advocat, autor i activista internacional de drets humans líder en llibres, entre els quals destaquen The Justice Game (1998) i Crimes Against Humanity (1999). La lider feminista Germaine Greer, autora de The Female Eunuch, ha passat gran part de la seva carrera a Anglaterra, però continua estudiant, criticant, condemnant i adorant la seva terra natal. Un treball recent és Whitefella Jump Up: The Shortest Way to Nationhood, 2004.

## Altres obres i autors contemporanis
Martin Boyd (1893-1972) va ser un distingit memorialista, novel·lista i poeta, les obres del qual incloïen comèdies socials i reflexions d'un pacifista enfrontat a un temps de guerra. Entre les seves sèries de novel·les de Langton: The Cardboard Crown (1952), A Difficult Young Man (1955), Outbreak of Love (1957), van obtenir grans elogis a Gran Bretanya i als Estats Units, tot i que malgrat els seus temes australians, van ser ignorats en gran manera a Austràlia.
Patrick White (1912-1990) es va convertir en el primer australià guardonat amb el premi Nobel de literatura el 1973 "per un art narratiu èpic i psicològic que ha introduït un nou continent a la literatura". La primera novel·la White, Happy Valley (1939), es va inspirar en el paisatge i el seu treball com a jackaroo a la terra d'Adaminaby a les Muntanyes Snowy, però es va convertir en un èxit internacional i va guanyar la Medalla d'Or de la Australian Literary Society. Nascut en una família anglo-australiana rica i conservadora, més tard va escriure sobre la condemna per causes d'esquerres i va viure la seva homosexualitat. White es va desenvolupar com a novel·lista, però també va tenir un gran èxit teatral, en The Season at Sarsaparilla. Li van seguir obres com The Tree of Man amb Voss, convertint-se en el primer guanyador del premi Miles Franklin. Una novel·la posterior, Riders in the Chariot també va rebre un premi Miles Franklin, però White es va negar més tard a permetre que les seves novel·les participessin en premis literaris. Va rebutjar distincions i diversos premis literaris, però el 1973 va acceptar el premi Nobel. David Marr escriurria sobre la biografia de White el 1991.
JM Coetzee, que va néixer a Sud-àfrica i va residir allà quan va rebre el Premi Nobel de Literatura el 2003, viu ara a Adelaida, Austràlia del Sud, i és ciutadà australià. The Thorn Birds de Colleen McCullough, 1977, és la novel·la més comercial d'Austràlia i una de les novel·les més venudes de tots els temps, amb uns 30 milions d'exemplars venuts el 2009. Thomas Keneally va escriure The Chant of Jimmie Blacksmith, 1972 i Schindler's Ark, 1982. Aquest darrer treball va ser la inspiració de la pel·lícula La llista de Schlindler. Altres notables novel·les australianes convertides en cel·luloide són: The Great Escape, de Paul Brickhill; Mary Poppins, de Pamela Lyndon Travers; Les sandàlies del pescador de Morris West i The Power of One de Bryce Courtenay.
Careful, He Might Hear You de Sumner Locke Elliott va guanyar el premi Miles Franklin el 1963 i va ser objecte de la pel·lícula de 1983: Careful, He Might Hear You (pel·lícula). L'autor David Ireland guanyaria el premi Miles Franklin tres vegades, també amb The Glass Canoe (1976). Peter Carey fou així mateix guanyador del premi Miles Franklin tres vegades (Jack Maggs 1998; Oscar i Lucinda 1989; i Bliss 1981). També va guanyat dues vegades el Premi Booker de ficció amb l'Oscar i Lucinda del 1988 i el True History of the Kelly Gang del 2001. Vernon God Little de DBC Pierre va guanyar el premi Booker del 2003. Altres escriptors notables que han sorgit des dels anys setanta són Kate Grenville, David Malouf, Helen Garner, Janette Turner Hospital, Marion Halligan, Susan Johnson, Christopher Koch, Alex Miller, Shirley Hazzard, Richard Flanagan, Gerald Murnane, Brenda Walker, Rod Jones i Tim Winton.
James Clavell a The Asian Saga tracta d'una característica important de la literatura australiana: la seva interpretació de la cultura oriental de l'extrem orient, però no obstant això, amb un punt de vista cultural occidental, com ja havia fet Nevil Shute. Clavell també va ser un guionista d' èxit i, junt amb escriptors com Thomas Keneally,ampliant els temes de la literatura australiana molt més enllà d'aquell país. Altres novel·listes que utilitzen temes internacionals són David Malouf, Beverley Farmer i Rod Jones. The Secret River (2005) és una ficció històrica de Kate Grenville que imagina trobades entre l'Austràlia aborigen i la colonial, que va ser seleccionada per al Premi Man Booker. The Slap (2008) va ser una novel·la d'èxit internacional de Christos Tsiolkas adaptada per a la televisió per ABC1 el 2011 i que va ser descrita en una ressenya de Gerard Windsor com “quelcom de l'anatomia de la classe mitjana australiana en ascens”.

### 1991–1996: Literatura grunge
La literatura grunge és un gènere literari australià que s'aplica generalment a narracions de ficció o novel·les autobiogràfiques relacionades amb joves insatisfets i desautoritzats que viuen en un entorn suburbà o urbà. Normalment van ser nous escriptors joves en l'escena literària que van protagonitzar "existències reals i brutals", amb ingressos baixos, les vides dels quals giren al voltant d'una recerca nihilista de les relacions sexuals ocasionals, consum de drogues recreatives i alcohol, i que s'utilitzen per fugir de l'avorriment la fugacitat general. L'amor romàntic es dona poques vegades, ja que la satisfacció instantània es converteix en la norma. S'ha descrit com un subconjunt de realisme brut i una branca de la literatura de la generació X. El terme "grunge" esdevé del gènere musical grunge del període dels 90.
El gènere es va adoptar per primer cop el 1995 després de l'èxit de la primera novel·la Praise, d' Andrew McGahan, que s'havia estrenat el 1991 i que es va popularitzar entre els lectors de menys de 30 anys, un grup demogràfic prèviament investigat. Altres autors considerats "il·luminats pel grunge" són Linda Jaivin, Fiona McGregor i Justine Ettler. Des de la seva invenció, el terme "literatura grunge" s'ha aplicat retrospectivament a les novel·les escrites a patir del 1977, com, Monkey Grip de Helen Garner. La literatura grunge és sovint crua, explícita i vulgar, fins al punt que The River Ophelia (1995) d'Ettler se la considera pornogràfica.
El terme "grunge lit" ha estat objecte de debat i crítica degut a que es un grup amb estils molt diversos. Linda Jaivin no va estar d'acord en posar tots aquests autors en una categoria, Christios Tsiolkas va anomenar el terme "creació mediàtica" i Murray Waldren va negar que la literatura gurnge fins i tot fos un gènere nou, dient que les obres en realitat són un tipus del gènere de realisme brut preexistent.

### 1998-2010: Literatura post-grunge
La literatura post-grunge és un gènere de ficció australià de finals dels anys noranta fins al 2010. Es denomina "post-grunge" per indicar que aquest gènere va aparèixer després del gènere literari conegut com a literatura grunge dels anys 90 del segle xx. La tesi doctoral del 2009 de Michael Robert Christie, "Unbecoming-of-Age: Australian Grunge Fiction, the Bildungsroman and the Long Labor Decade", afirma que hi ha un gènere anomenat "post Grunge " que segueix el període del grunge. Christie nomena tres exemples de la litertura post grunge : Three Dollars (1998) d'Elliot Perlman , Subtopia (2005) d'Andrew McCann i Capital d' Anthony Macris. La tesi de Christie interpreta i explica aquestes tres obres il·luminades després del grunge "com a respostes a la inserció del neoliberalisme en la cultura política australiana i mundial".
Kalinda Ashton (nascuda el 1978) ha estat anomenada escriptora post-grunge, en part a causa de les influències de l'autor Christos Tsiolkas. Ashton és l'autora de la novel·la The Danger Game. La tesi de Samantha Dagg del 2017 sobre literatura grunge i post-grunge afirma que Luke Carman és un escriptor post-grunge. El primer treball de Carman, una col·lecció de contes semi-autobiogràfics interconnectats, explora les experiències autèntiques dels australians de la classe treballadora als suburbis, incloent qüestions com l'addicció a les drogues i el sentiment de desencís.

## Literatura australiana en idiomes no anglesos
Austràlia compta amb grups de migrants de molts països, i membres d'aquestes comunitats (no sempre de la primera generació) han produït escriptura australiana en diversos idiomes.Hi podem trobar obres en italià, grec, àrab, xinès, vietnamita, lao, filipí, letó, ucraïnès, polonès, rus, serbi, jiddisch i irlandès.
La crítica general ha dedicat relativament poca atenció a aquesta literatura. S'ha argumentat que, en relació amb el panorama literari nacional, aquestes comunitats literàries tenen una existència força separada, amb els seus propis festivals de poesia, concursos literaris, revistes i premsa, i fins i tot editorials locals. Alguns escriptors, com el grec australià Dimitris Tsaloumas, han publicat obres bilingües. Ara hi ha indicis que aquesta escriptura atrau més interès acadèmic. Algunes obres antigues en idiomes diferents de l'anglès han estat traduïdes i han rebut una atenció crítica i històrica molt després de la seva publicació inicial. Per exemple, la primera novel·la en xinès que es va publicar a Austràlia (i possiblement a Occident), The Poison of Polygamy (1909–10) de Wong Shee Ping, es va publicar en anglès per primera vegada el 2019, en una edició bilingüe paral·lela.

## Novel·la i relats històrics

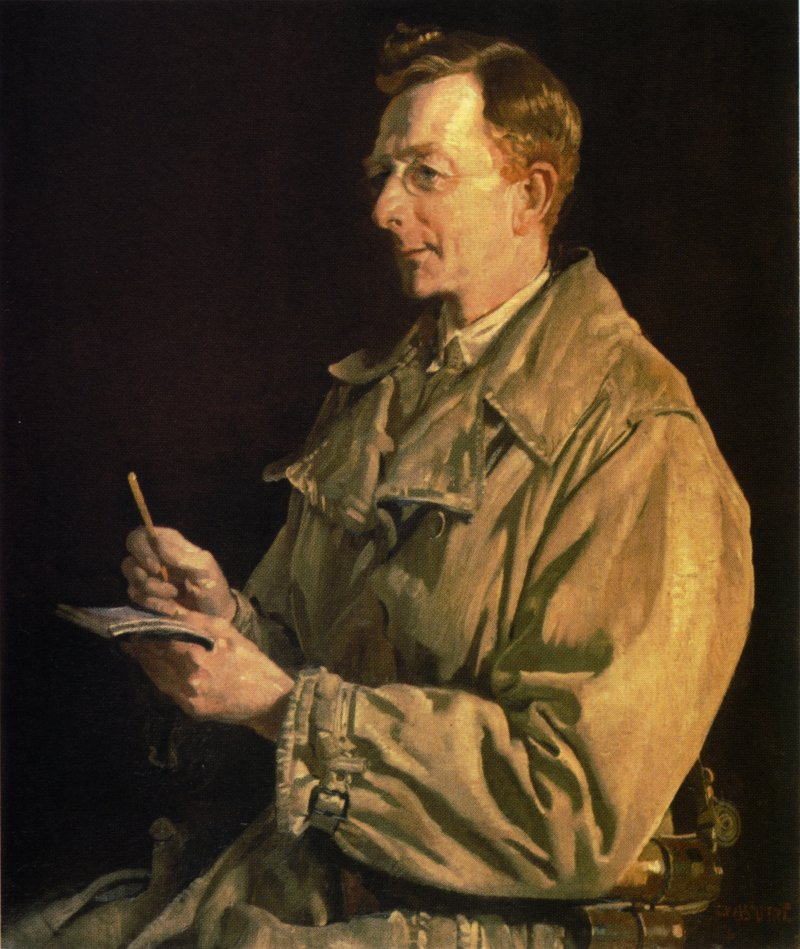
Retrat de Charles Bean, historiador oficial de la Primera Guerra Mundial

La història ha estat una disciplina important en el desenvolupament de la literatura australiana. Watkin Tench (1758-1833), oficial britànic que va arribar amb la First Fleetel 1788, va publicar més tard dos llibres sobre la fundació de Nova Gal·les del Sud: Narrative of the Expedition to Botany Bay and Complete Account of the Settlement at Port Jackson. Escrits amb esperit humanitari, els seus relats són considerats per escriptors com Robert Hughes i Thomas Keneally coom a lectura essencial per a la primera història d'Austràlia. Charles Bean va ser l'historiador oficial de la guerra de la Primera Guerra Mundial i va influir a l'hora d'establir la importància del Cos d'exèrcit d'Austràlia i Nova Zelanda (ANZAC) a la història i la mitologia australianes, amb reflexions com "Anzac es va mantenir, i encara es manté, per un valor temerari en una bona causa, per l'empresa, l'enginy, la fidelitat, el companyerisme i la resistència, que mai no defallirà".
Australia in the War of 1939–1945 és una història oficial en 22 volums dedicada als esforços d'Austràlia a la Segona Guerra Mundial. Va ser publicada per l'Australian War Memorial entre 1952 i 1977. L'editor principal va ser Gavin Long. Una fita significativa va ser la History of Australia de sis volums de l'historiador Manning Clark, que alguns consideren com el relat definitiu de la nació australiana. Clark tenia un talent per a la prosa narrativa i l'obra, publicada entre 1969 i 1987, continua sent un text popular i influent. L'estudiant de Clark, Geoffrey Blainey, és un altre escriptor que ha influït profundament en la historiografia australiana. Entre les seves obres importants trobem The Tyranny of Distance (1966) i Triumph of the Nomads: A History of Ancient Australia (1975). La molt discutida història de Robert Hughes The Fatal Shore: The epic of Austràlia (1987) és una obra popular i influent sobre la història australiana inicial. Marcia Langton és una de les principals investigadores contemporànies sobre els indígenes australians. La seva col·laboració del 2008 amb Rachel Perkins narra la història australiana des d'una perspectiva indígena en els First Australians: An Illustrated History.

## Literatura i identitat

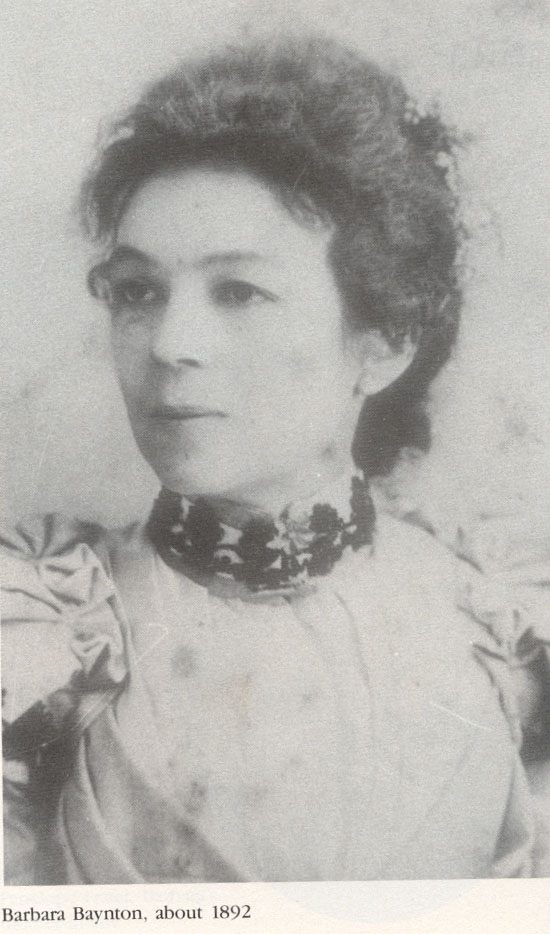
Barbara Baynton

Existeix una relació complicada i polifacètica que es mostra en moltes narracions australianes, sovint mitjançant l'escriptura sobre el paisatge. Les històries curtes de Barbara Baynton de finals del segle xix / principis del segle XX transmeten persones que viuen a la muntanya, un paisatge viu però també amenaçador i alienant. Wake in Fright (1961) de Kenneth Cook retrataria l'interior com un malson amb un sol ardent, del qual no s'escapa. Les novel·les de Colin Thiele reflectien la vida i l'època dels australians rurals i regionals del segle xx, mostrant aspectes de la vida australiana desconeguts per a molts habitants de la ciutat.
En la literatura australiana, el terme mateship s'ha utilitzat sovint per designar una relació intensament lleial d'experiència compartida, respecte mutu i assistència incondicional existent entre amics a Austràlia. Aquesta relació de fidelitat (sovint masculina) ha estat un tema central de la literatura australiana des de l'època colonial fins als nostres dies. El 1847, Alexander Harris va escriure sobre hàbits d'ajuda mútua entre els companys que sorgeix en entorns de solitud en el qual els homes sovint "es mantenien l'un al costat de l'altre; i "confien en el seu propi company per sobre de qualsevol cosa". Henry Lawson, un fill dels Goldfield, va escriure àmpliament sobre una parella igualitària, en obres com A Sketch of Mateship and Shearers, on trobem escrit:
Vaguen en parella un al costat de l'altre -
El protestant i el romà
No diuen cap lord ni senyor
I no toquen el barret a ningú.

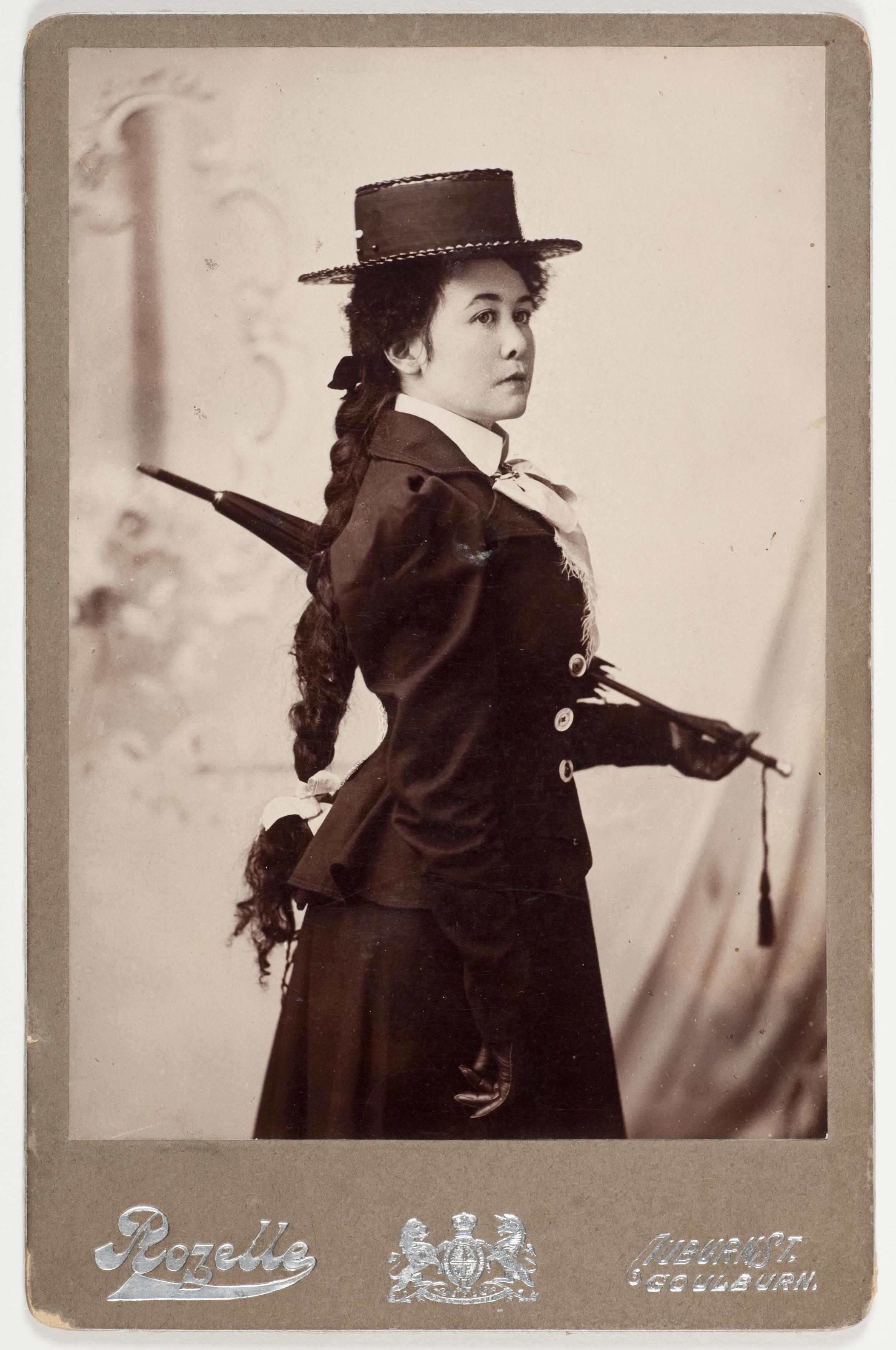
Miles Franklin, autor de My Brillant Career, el 1901

El que significa ser australià és un altre tema que explora la literatura australiana. Miles Franklin va lluitar per trobar un lloc com a escriptora a Austràlia, escrivint aquesta experiència a My Brilliant Career (1901). Les populars novel·les romàntiques de Marie Bjelke Petersen, publicades entre 1917 i 1937, ofereixen una interpretació fresca i optimista del bush australià. El personatge central de The Twyborn Affair de Patrick White, intenta ajustar-se a les expectatives de la masculinitat australiana anterior a la Segona Guerra Mundial, però no pot i, en canvi, després de la guerra, prova una altra identitat —i gènere— a ultramar. Peter Carey juga amb la idea d'una identitat nacional australiana com una sèrie de "belles mentides", un tema recurrent a les seves novel·les. Andrew McGahan 'Praise' (1992), Christos Tsiolkasamb Loaded (1995), Justine Ettler a El riu Ofelia (1995) i Brendan Cowell amb How it Feels (2010) va introduir a la literatura grunge, un tipus de ' realisme descarnat " assumint qüestions sobre la identitat australiana a la dècada de 1990, tot i que un precursor important d'aquestes obres va arribar alguns anys abans amb Monkey Grip (1977), d'Helen Garner, sobre una mare soltera que viu i es queda amb un home addicte a l'heroïna a Melbourne.
La literatura australiana ha tingut diversos escàndols entorn de la identitat dels escriptors. A la dècada de 1930, un malentès amb una impressora va fer que la col·lecció de poesia de temàtica bush de Maude Hepplestone, "Songs of the Kookaburra", fos considerada erròniament a nivell internacional com una obra mestra modernista. L'afer Ern Malley de 1944 va provocar un judici d'obscenitat i sovint se l'acusà de la manca de poesia modernista a Austràlia. Amb motiu del 60è aniversari de l'afer Ern Malley, un altre escriptor australià, Leon Carmen, es va proposar fer un plantejament sobre el prejudici de les editorials australianes contra els australians blancs. No trobant editorial com a australià blanc, va tenir un èxit instantani utilitzant la falsa identitat aborigen de "Wanda Koolmatrie" amb My Own Sweet Time. Als anys 80, Streten Bozik també va aconseguir publicar assumint la identitat aborigen de B. Wongar. A la dècada de 1990, Helen Darville va utilitzar el nom de ploma "Helen Demidenko" i va guanyar importants premis literaris per la seva Hand that Signed the Paper abans de ser descoberta, provocant una controvèrsia sobre el contingut de la seva novel·la, un relat fictici i molt tendenciós sobre l'ocupació nazi d'Ucraïna. Mudrooroo, anteriorment conegut com a Colin Johnson, va ser aclamat com a escriptor aborigen fins que es va posar en dubte la seva aboriginalitat (la seva mare era irlandesa / anglesa i el seu pare irlandès / afroamericà, però amb fortes connexions amb les tribus aborígens). Ara evita adoptar una identitat ètnica específica i les seves obres desconstrueixen aquestes nocions.

## Poesia

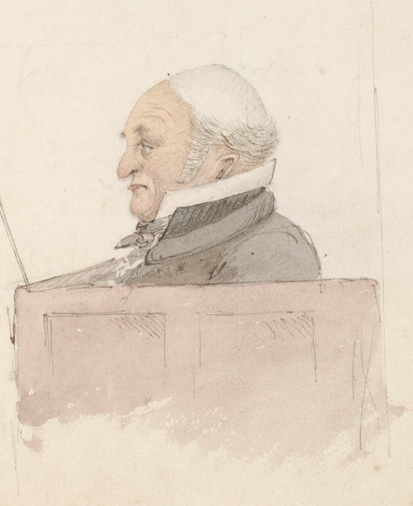
Primer poeta australià Michael Massey Robinson. Retrat publicat en aquarel·la d'Edward Charles Close c1817. Biblioteca Estatal de Nova Gal·les del Sud

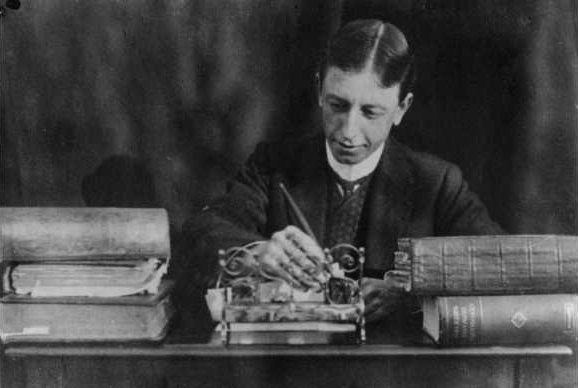
CJ Dennis, poeta i humorista de la llengua popular australiana.

La poesia va tenir un paper important en la literatura australiana inicial. El primer poeta que es va publicar a Austràlia va ser Michael Massey Robinson (1744-1826), un funcionari públic condemnat, les odes del qual van aparèixer a The Sydney Gazette. Charles Harpur i Henry Kendall van ser els primers poetes plenament reconeguts.
Henry Lawson, fill d'un mariner noruec nascut el 1867, va ser considerat com el poeta del poble d'Austràlia i, el 1922, es va convertir en el primer escriptor australià a ser honrat amb un funeral d'estat. Dos escriptors que formen part dels grans poetes australians són Christopher Brennan i Adam Lindsay Gordon. Gordon va ser conegut com el " poeta nacional d'Austràlia" i és l'únic australià amb un monument al Poets 'Corner de l'Abadia de Westminster a Anglaterra. Tant les obres de Gordon com les de Brennan, particularment les de Brennan, s'adaptaven als estils tradicionals de poesia, amb moltes al·lusions clàssiques i, per tant, van quedar dins del domini de l'alta cultura.
No obstant això, al mateix temps, Austràlia es va beneir amb una tradició competitiva i vibrant de cançons i balades populars. Henry Lawson i Banjo Paterson van ser dos dels principals exponents d'aquestes populars balades, i el mateix 'Banjo' va ser el responsable de crear el que probablement és el vers australià més famós, " Waltzing Matilda ". En un moment donat, Lawson i Paterson van contribuir amb una sèrie de versos a la revista The Bulletin en què van participar en un debat literari sobre la naturalesa de la vida a Austràlia. Lawson va dir que Paterson era un romàntic i que Paterson replicar que Lawson estava ple de penes i penombres. Lawson és considerat com un dels més grans escriptors de contes d'Austràlia, mentre que els poemes de Paterson " The Man From Snowy River " i " Clancy of the Overflow " continuen entre les obres poètiques més populars del país. Les vistes romantitzades de l'interior i els personatges resistents que l'habitaven van tenir un paper important en la configuració de la psique de la nació australiana, de la mateixa manera que els vaquers del Far West i els gautxos de la pampa argentina van passar a formar part de la pròpia imatge d'aquestes nacions.

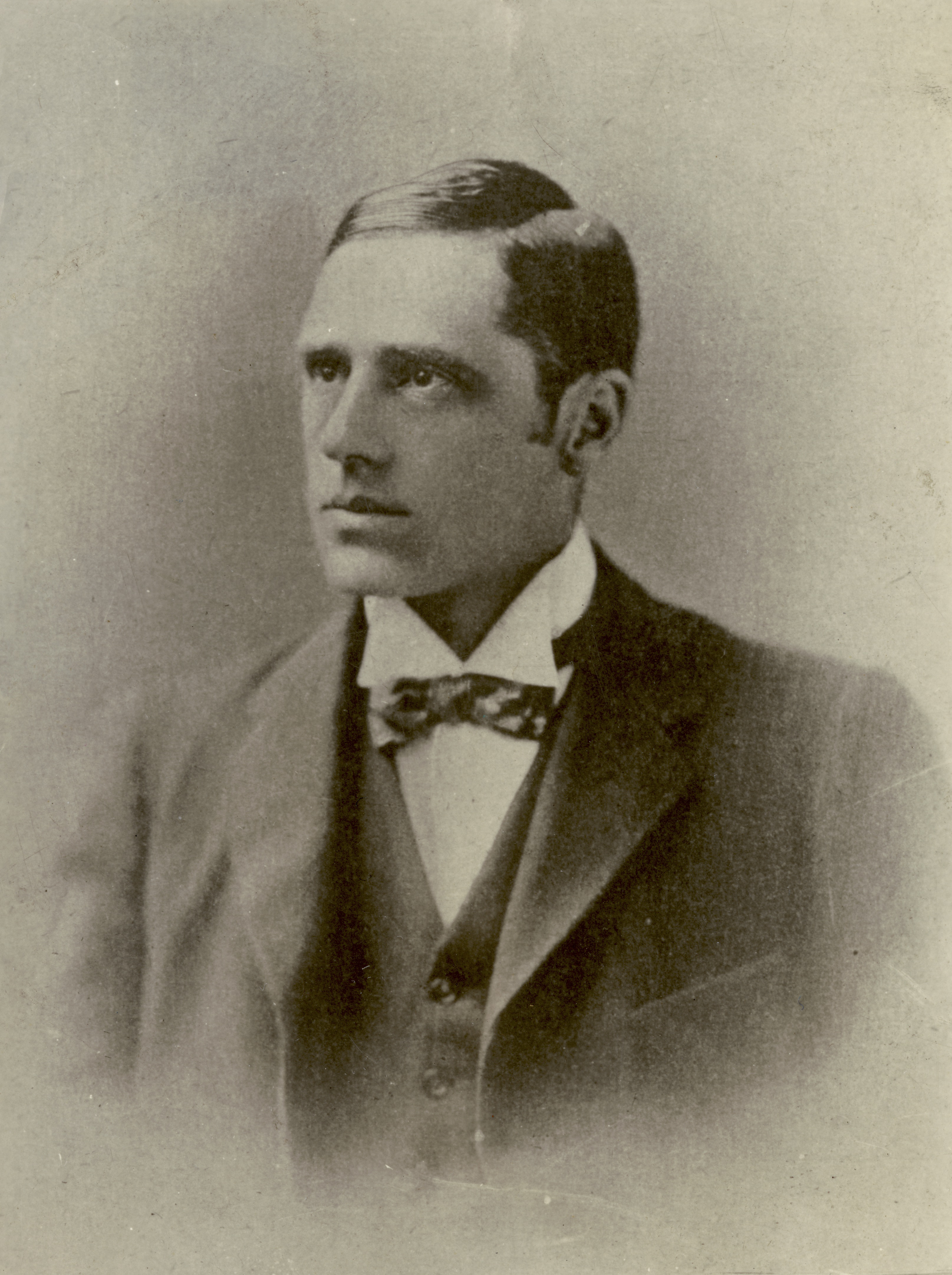
El The Bush ballad de Banjo Paterson.

Altres poetes que van reflectir un sentit de la identitat australiana són CJ Dennis i Dorothea McKellar. Dennis va escriure en llengua vernacla australiana The Sentimental Bloke ", mentre que McKellar va escriure l'emblemàtic poema patriòtic " My Country ". Entre els poetes australians més destacats del segle XX hi ha Mary Gilmore, AD Hope, Judith Wright, Gwen Harwood, Kenneth Slessor, Les Murray, Bruce Dawe i més recentment Robert Gray, John Forbes, John Tranter, John Kinsella i Judith Beveridge.

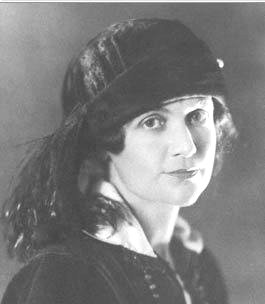
Dorothea Mackellar (1885-1968), escriptora de My Country

La poesia australiana contemporània es publica principalment en petites editorials independents. Entre 1992–1999 la poesia i l'art va estar present en autobusos i transbordadors de Sydney i Newcastle, inclòs Artransit de Meuse Press. Algunes de les aportacions més interessants i innovadores a la poesia australiana han sorgit de les galeries dirigides per artistes en els darrers anys, com ara Textbase, que va tenir els seus inicis com a part de la galeria del primer pis de Fitzroy. A més, Red Room Company és un important exponent de projectes innovadors. Bankstown Poetry Slam s'ha convertit en un lloc notable per a la poesia de paraula i per a la intersecció de la comunitat amb la poesia com a forma d'art per compartir. Amb les seves arrels a l'oest de Sydney, té un fort seguiment dels australians de primera i segona generació, sovint donant una plataforma a veus més marginades per l'establishment de la societat australiana.

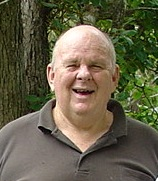
Les Murray.

L' Australian Poetry Library conté una àmplia gamma de poesia australiana, així com material crític i contextual relacionat, com ara entrevistes, fotografies i enregistraments audiovisuals. A 2018 incorporava més de 42.000 poemes, de més de 170 poetes australians. Començava el 2004 pel principal poeta australià John Tranter, és una iniciativa conjunta de la Universitat de Sydney i la Copyright Agency Limited (CAL) amb finançament del Australian Research Council.

## Obres de teatre
Les tradicions literàries europees van arribar a Austràlia amb la First Fleet el 1788, amb la primera producció que es va realitzar el 1789 pels condemnats : The Recruiting Officer de George Farquhar. Dos segles després, Timberlake Wertenbaker relatava les circumstàncies extraordinàries en que es fonamentava el teatre australià a Our Country's Good : els participants eren presoners vigilats per guàrdies sàdics i el protagonista principal femení estava amenaçat amb la pena de mort. L'obra es basa en la novel·de Thomas Keneally The Playmaker. Després de la frmació de l'Australian Federation el 1901, les obres teatrals van demostrar un nou sentit de la identitat nacional. A On Our Selection (1912) de Steele Rudd, explicava les aventures d'una família pionera de pagesos i es va fer immensament popular. El 1955, amb Summer of the Seventeenth Doll de Ray Lawler va retratar decididament personatges australians i va passar a ser reconeguda internacionalment. Una nova onada de teatre australià va debutar als anys 70 amb obres d'escriptors com David Williamson, Barry Oakley i Jack Hibberd. El teatre Belvoir St va presentar obres de Nick Enright i David Williamson. Williamson és el dramaturg més conegut d'Austràlia, amb obres importants com: The Club, Emerald City i Brilliant Lies.
A The One Day of the Year, Alan Seymour va estudiar la naturalesa paradoxal de la commemoració del dia ANZAC per part dels australians i neozelandesos amb la derrota de la batalla de Gallipoli. Ngapartji Ngapartji, de Scott Rankin i Trevor Jamieson, explica la història dels efectes de les proves nuclears sobre el poble Pitjantjatjara al desert occidental durant la Guerra Freda. És un exemple de la fusió contemporània de tradicions dramàtiques a Austràlia amb actors Pitjantjatjara donant suport d'un repartiment multicultural d'herència grega, afganesa, japonesa i neozelandesa. Entre els dramaturgs australians contemporanis destaquen David Williamson, Alan Seymour, Stephen Sewell, els difunts Nick Enright i Justin Fleming. El govern australià dona suport a un lloc web (australianplays.org que té com a objectiu combinar biografies de dramaturgs i informació de guions. També hi ha scripts disponibles.

## Ciència-ficció i fantasia
Austràlia, a diferència d'Europa, no té una llarga història en el gènere de la ciència-ficció. On the Beach de Nevil Shute, publicat el 1957 i filmat el 1959, va ser potser el primer èxit notale internacional. Tot i que no va néixer a Austràlia, Shute hi va passar els darrers anys i el llibre es va ambientar a Austràlia. Podria haver estat pitjor si no s'haguessin restringit les importacions de revistes americanes de paper durant la Segona Guerra Mundial, cosa que va obligar els escriptors locals fer-hi front. Diverses revistes de recopilació van començar a aparèixer a la dècada de 1960 i el camp ha continuat expandint-se cap a una certa importància. Avui, Austràlia té un pròsper gènere SF / Fantasy amb noms reconeguts a tot el món. El 2013 es va vendre en una subhasta una trilogia de Ben Peek, nascut a Sydney, a una editorial britànica per un acord milionari.

## Gènere políciac
El gènere de ficció policíaca està prosperant actualment a Austràlia, sobretot a través de llibres escrits per Kerry Greenwood, Shane Maloney, Peter Temple, Barry Maitland, Arthur Upfield i Peter Corris, entre d'altres.
Els casos judicials i els assassinats amb gran impacte públic i publicitats han estat objecte d'una quantitat important de literatura sobre delictes de no ficció. Potser l'escriptora més reconeguda en aquest camp és Helen Garner. Garner va publicar un informe sobre tres casos judicials: The First Stone, sobre un escàndol d'assetjament sexual a la Universitat de Melbourne. L'obra de Joe Cinque, Consolation, sobre un jove assassinat per la seva xicota a Canberra i This House of Grief, sobre l'assassinat de nens victorians per Robert Farquharson. Cadascuna de les obres de Garner incorpora l'estil que recorda una novel·la narrativa de ficció, un dispositiu estilístic conegut com la novel·la de no ficció
Chloe Hooper va publicar The Tall Man: Death and Life on Palm Island el 2008 com a resposta a la mort d'un home aborigen, Cameron Doomadgee, sota custòdia policial a Palm Island, Queensland.

## Revistes literàries
El primer periòdic que es podria anomenar revista literària a Austràlia va ser The Australian Magazine (juny de 1821 - maig de 1822). Incorporava poesia, una història en dues parts i articles sobre teologia i temes generals. La majoria dels altres que van seguir al segle xix es van establir a Sydney o Melbourne. Pocs van durar molt a causa de dificultats que tenia la manca de capital, el petit mercat local i la competència de revistes literàries de Gran Bretanya.
Les revistes literàries australianes més recents s'han originat en universitats, i específicament en departaments d'anglès o comunicacions com:
- Meanjin
- Overland
- HEAT
- Southerly
- Westerly

Altres revistes inclouen:
- Quadrant
- Australian Book Review
- Island
- Voiceworks
- Wet Ink (ara tancada)
- The Lifted Brow
- Red Leaves / 紅葉
- Kill Your Darlings

Alguns diaris també contenen suplements de ressenyes literàries
- Australian Literary Review

## Premis
Els premis literaris actuals a Austràlia són:
- Premi Anne Elder
- El premi literari australià / Vogel
- Children's Book Council of Australia
- Premi Ditmar de ciència-ficció (inclou fantasia i terror)
- Premi Kenneth Slessor de poesia
- Premi Mary Gilmore per un primer llibre de poesia
- Premi Miles Franklin
- Premis literaris de Nova Gal·les del Sud
- Premi Patrick White
- Beca Peter Blazey
- Premis literaris del primer ministre
- Premis literaris del Queensland Premier
- Premi Stella
- Premi literari de la Premier victoriana
- Premis del llibre de la Premier d'Austràlia Occidental

Els autors australians també poden optar a diversos premis literaris, com ara:
- Premi dels escriptors de la Commonwealth
- Premi Booker
- Premi Femení de Ficció